# Hackelia mundula
Hackelia mundula är en strävbladig växtart som först beskrevs av Jepson, och fick sitt nu gällande namn av Roxana Stinchfield Ferris. Hackelia mundula ingår i släktet Hackelia och familjen strävbladiga växter. Inga underarter finns listade i Catalogue of Life.